# Tamon Yamaguchi
Tamon Yamaguchi (født 17. august 1892 i Tokyo, død 4. juni 1942 i Stillehavet) var en japansk admiral under 2. verdenskrig. 
Yamaguchi gik ind i den japanske flåde i 1912 og var i 1921-23 i USA for at studere ved Princeton University. Under 2. verdenskrig deltog han blandt andet i Angrebet på Pearl Harbor og Slaget om Midway. Han døde under sidstnævnte, da hans skib Hiryu blev sænket. 